# Osyka
Osyka – miasto w Stanach Zjednoczonych, w stanie Missisipi, w hrabstwie Pike.